# Concrete Utopia
Série
Badland Hunters
(2024)
Pour plus de détails, voir Fiche technique et Distribution.
Concrete Utopia (hangeul : 콘크리트 유토피아 ; RR : Konkeuriteu yutopia ; litt. « Utopie de béton ») est un film catastrophe sud-coréen réalisé par Eom Tae-hwa, sorti en 2023. Il s'agit de l'adaptation de la deuxième partie du webtoon Pleasant Bullying, part 2: Pleasant Neighbours ('유쾌한 왕따' 2부 '유쾌한 이웃') de Kim Soong-nyoong, concernant le séisme et ses conséquences.

## Synopsis
À Séoul, le tremblement de terre a détruit toute la ville. Les survivants se sont réunis dans le seul complexe d'appartements resté debout.

## Fiche technique
Sauf indication contraire ou complémentaire, les informations mentionnées dans cette section peuvent être confirmées par la base de données de KMDb et Kobiz
- Titre original : 콘크리트 유토피아
- Titre international : Concrete Utopia
- Réalisation : Eom Tae-hwa
- Scénario : Eom Tae-hwa et Lee Sin-ji, d'après le webtoon Pleasant Bullying, part 2: Pleasant Neighbours ('유쾌한 왕따' 2부 '유쾌한 이웃') de Kim Soong-nyoong
- Musique : Kim Hae-won
- Direction artistique : Cho Hwa-sung et Choi Hyun-seok
- Costumes : Choi Se-yeon et Lee Jin-hee
- Photographie : Cho Hyung-rae
- Son : Kim Seok-won
- Montage : Han Mi-yeon
- Production : Um Tae-hwa, Kim Bo-ra et Yoon Ryeong-joo
- Production déléguée : Son Suk-woo
- Sociétés de production : Climax Studio et BH Entertainment
- Sociétés de distribution : Lotte Entertainment (Corée du Sud) ; The Jokers / Les Bookmakers (France)
- Budget : 15 milliards de wons[3]
- Pays de production :  Corée du Sud
- Langue originale : coréen
- Format : couleur
- Genres : action, aventure, catastrophe, drame, science-fiction, thriller
- Durée : 130 minutes
- Dates de sortie :
  - Corée du Sud : 9 août 2023
  - France : 12 septembre 2023 (L'Étrange Festival)

## Distribution
- Lee Byung-hun : Yeong-tak
- Park Bo-young : Myeong-hwa
- Park Seo-joon : Min-seong
- Park Ji-hoo : Hye-won
- Kim Do-yoon (ko) : Do-gyoon
- Kim Sun-young (en) : Geum-ae
- Lee Seo-hwan : le chef Park
- Lee Hyo-je (ko) : Ji-hyeok
- Kim In-seo (en) : Jeong-woo
- Uhm Tae-goo : un sans-abri (apparition exceptionnelle)
- Jung Young-ki (ko) : un sans-abri (apparition exceptionnelle)
- Oh Hee-joon (en) : un sans-abri (apparition exceptionnelle)
- Kim Jun-bae (ko) : un sans-abri (apparition exceptionnelle)

## Production

### Genèse et développement
Lotte Entertainment et Climax Studio (nom rebaptisé de Lezhin Studio) développent le film adapté du webtoon Pleasant Bullying, part 2: Pleasant Neighbours ('유쾌한 왕따' 2부 '유쾌한 이웃') de Kim Soong-nyoong — édité chez Lezhin Comics en 2014.
Le titre 콘크리트 유토피아 (Concrete Utopia) vient de celui d'un livre sur lequel Eom Tae-hwa était tombé dans ses années universitaires : « Il explique la société coréenne sur les appartements modernes, et cela ressemblait à une œuvre d'art en soi. J'ai emprunté Concrete Utopia comme titre provisoire du film, mais cela semblait plutôt un titre thématique, alors j'ai contacté l'auteur du livre, Park Hae-cheon. Il m'a gracieusement donné la permission de l'utiliser comme titre. ».

### Attribution des rôles
|  |

Le 4 août 2020, Lotte Entertainment annonce un film catastrophe avec Eom Tae-hwa en tant que réalisateur, ainsi que les acteurs Lee Byung-hun et Park Bo-young dans leur rôle principal. Park Seo-joon est également engagé au film, adapté du webtoon Pleasant Bullying de Kim Sung-nik,.
Le 5 avril 2021, on apprend que Park Ji-hoo est engagée pour le rôle d'une étudiante survivante et que, le 7 avril, Kim Do-yoon rejoint l'équipe. En septembre, Kim Seon-young y apparaît dans le rôle de Geum-ae, le présidente de l'association des femmes.

### Tournage
Le tournage commence le 16 avril 2021,. Il s'achève fin août.

## Accueil

### Sorties et festivals
Le 2 juillet 2021, le distributeur Lotte Entertainment dévoile une image dessinée en noir et blanc, provenant de la couverture du scénario, et assure que le film sortirait en 2022. Le 7 février 2023, Lee Byung-hun présente une affiche du film en anglais. Le 2 juin, le distributeur révèle que « tout s'est effondré », avec une nouvelle affiche et une bande-annonce du film. Il sort le 9 août 2023 en Corée du Sud.
Fin juillet 2023, il est l'un des premiers films sélectionnés dans la section « Órbita » du Festival international du film fantastique de Catalogne ayant lieu en octobre prochainet dans la section « Spotlight on Korea » du Festival international du film d'Hawaï également en octobre prochain, ainsi que dans la section « Gala Presentations » du Festival international du film de Toronto en septembre prochain. En août, il est sélectionné à la 96e cérémonie des Oscars, aux États-Unis.
En France, il est présenté en compétition, le 12 septembre 2023, à L'Étrange Festival.

### Box-office
Le film est distribué, le 9 août 2023, dans 1 621 salles de cinéma, en Corée du Sud. Il se trouve à la première place du box-office, avec 231 015 spectateurs, et dépasse le million d'audience en quatre jours, le 12 août, soit 1 000 498 spectateurs. Le 15 août, il dépasse les 2 millions spectateurs en 7 jours. Le 24 août, il atteint les 3 millions spectateurs en 16 jours. Le 19 septembre, il est au troisième des films les plus rentables, avec 3 818 970 spectateurs.

### Critiques
Sur le site agrégateur de critiques Rotten Tomatoes, il obtient un score de 100 % de critiques positives, avec une note moyenne de 7.3⁄10 sur la base de 15 critiques, lui permettant d'obtenir le label « Frais », le certificat de qualité du site.
Choi Jeong-ah, du journal Sports World, a écrit que « ce film est un cadeau complet pour le jeu d'acteur de Lee Byung-hun » et que le film est « plus effrayant que la plupart des films d'horreur », avant de conclure, le critique souligne : « J'avais l'impression que ma tête noire a été prise par les lignes de la célèbre toile appelée « les gens ordinaires », car pas mal de pensées me viennent à l'esprit en regardant le film. ».

## Suite
Une suite intitulée Badland Hunters (황야) est annoncée. Il s'agit d'un film d'action dystopique, traitant d'une histoire bien après la vision du monde du premier volet, dont la production commence le 14 novembre 2021. Ce sera le premier film réalisé par le consultant des arts martiaux Huh Myung-haeng, avec l'acteur Ma Dong-seok.

## Distinctions

### Récompenses
- Blue Dragon Film Awards 2023[33] :
  - Meilleur réalisateur pour Eom Tae-hwa
  - Meilleur acteur pour Lee Byung-hun
  - Prix Star populaire pour Park Bo-young

- Buil Film Awards 2023[34],[35],[36] :
  - Meilleur film
  - Meilleur acteur pour Lee Byung-hun
  - Meilleure photographie pour Cho Hyung-rae
  - Meilleure vedette de l'année pour Park Bo-young

- Grand Bell Awards 2023[37] :
  - Meilleur film
  - Meilleur acteur pour Lee Byung-hun
  - Meilleure actrice dans un second rôle pour Kim Sun-young
  - Meilleurs effets spéciaux pour Eun Jae-hyeon
  - Meilleurs arts pour Cho Hwa-sung et Choi Hyun-seok
  - Meilleurs effets sonores pour Kim Seok-won

### Nominations
- Blue Dragon Film Awards 2023[33] :
  - Meilleur film
  - Meilleure actrice pour Park Bo-young
  - Meilleure actrice dans un second rôle pour Kim Sun-young
  - Meilleur scénario pour Um Tae-hwa
  - Meilleure musique pour Kim Hae-won
  - Meilleur montage pour Han Mi-yeon
  - Meilleure direction artistique pour Cho Hwa-sung
  - Meilleures lumières pour Cho Hyung-rae
  - Prix technique pour Eun Jae-hyeon

- Buil Film Awards 2023[34],[35] :
  - Meilleur réalisateur pour Eom Tae-hwa
  - Meilleur scénario pour Eom Tae-hwa
  - Meilleure actrice dans un second rôle pour Kim Sun-young
  - Meilleure direction artistique pour Cho Hwa-sung
  - Meilleure musique pour Kim Hae-won

- Grand Bell Awards 2023[37] :
  - Meilleur réalisateur pour Eom Tae-hwa
  - Meilleur scénario pour Eom Tae-hwa
  - Meilleure photographie pour Cho Hyung-rae
  - Meilleure musique pour Kim Hae-won
  - Meilleur montage pour Han Mi-yeon

### Sélections
- L'Étrange Festival 2023 : en compétition[24]
- Festival international du film d'Hawaï 2023 : section « Spotlight on Korea »[21]
- Festival international du film de Toronto 2023 : section « Gala Presentations »[22]
- Festival international du film fantastique de Catalogne 2023 : section « Órbita »[21]